# Agave ghiesbreghtii
Agave ghiesbreghtii är en sparrisväxtart som beskrevs av Lem. och Georg Albano von Jacobi. Agave ghiesbreghtii ingår i släktet Agave och familjen sparrisväxter. Inga underarter finns listade i Catalogue of Life.

## Bildgalleri

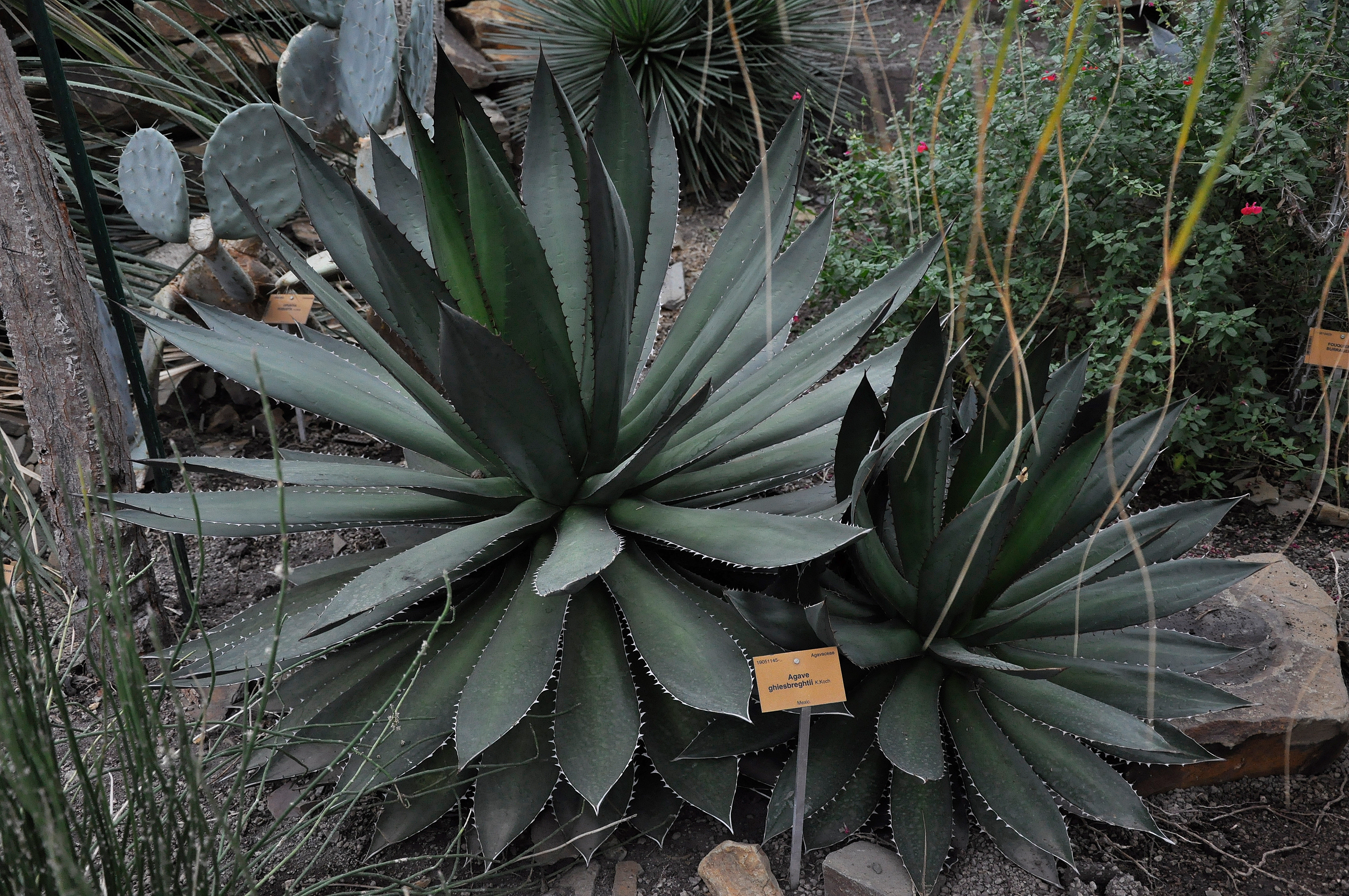
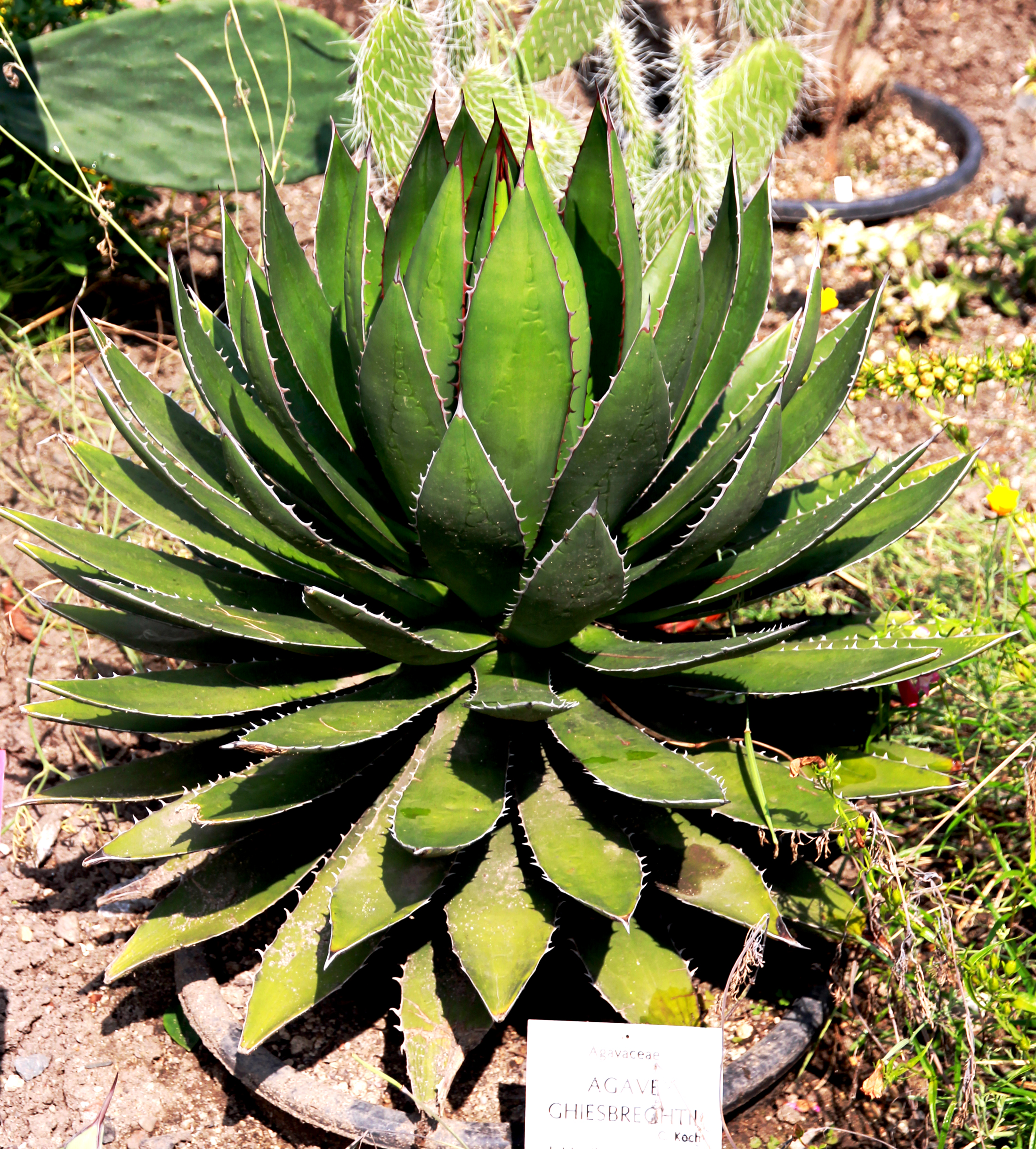
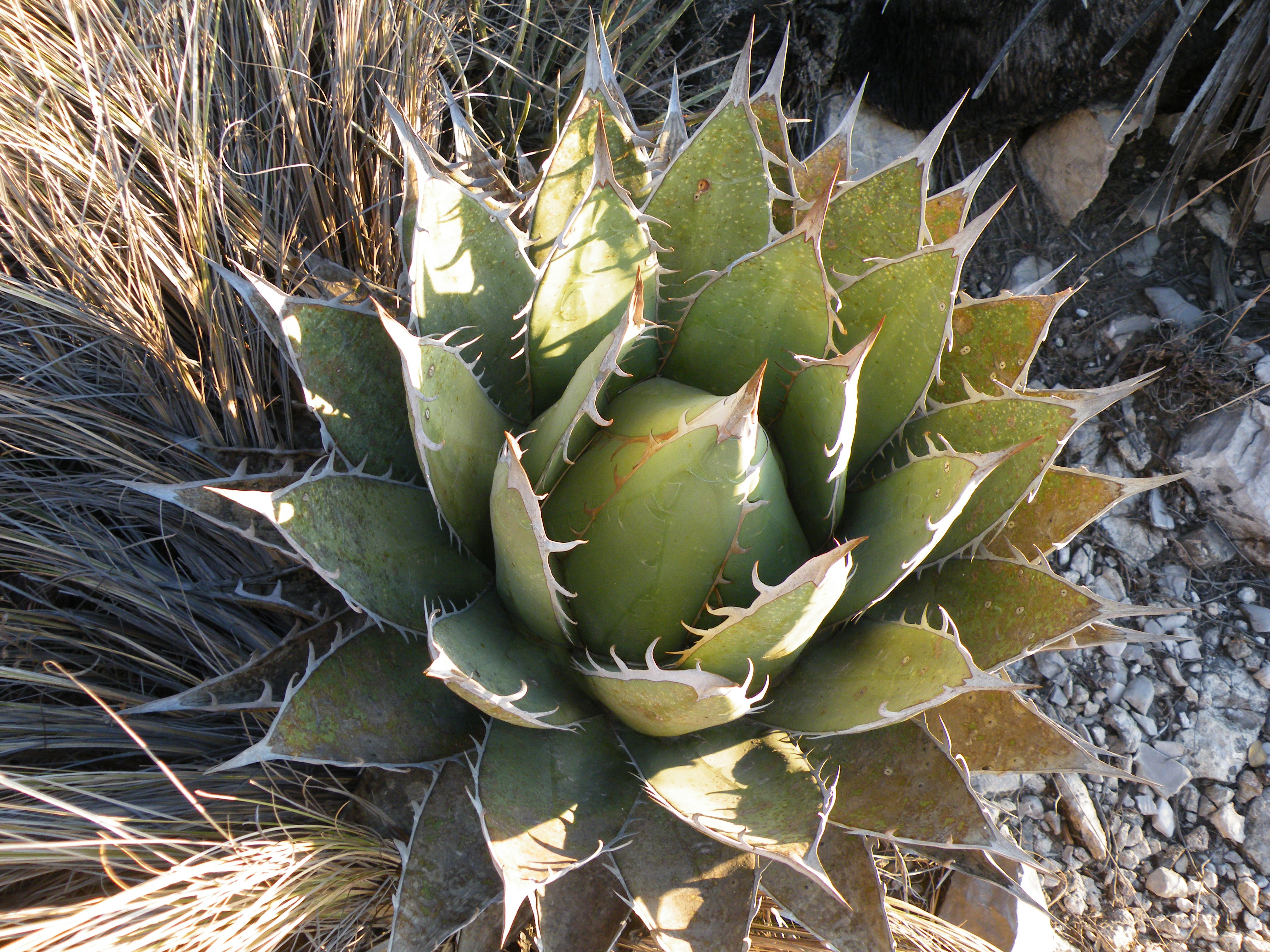